# Bronisław Stępowski
Bronisław Stępowski pseud. Bronik, Bronisław Falk, J.B. Falk, Juliusz Ostoja (ur. 27 września 1892 w Tyńcu koło Krakowa, zm. 20 stycznia 1963 w Krakowie) – polski lekarz ginekolog-położnik, profesor Collegium Medicum Uniwersytetu Jagiellońskiego i Śląskiej Akademii Medycznej, tłumacz.

## Życiorys
Urodził się w Tyńcu koło Krakowa, jako pierwszy z trzech synów Leona Stępowskiego (aktora), herbu Junosza z drugą żoną, Anną Więckowską.
W 1910 ukończył gimnazjum klasyczne w Krakowie i rozpoczął studia w Collegium Medicum Uniwersytetu Jagiellońskiego. Mimo iż studia te zostały przerwane przez karierę wojskową (podczas wybuchu I wojny światowej przystąpił do Legionów Polskich Piłsuskiego), zdołał je ukończyć w 1916. W grudniu 1918 wstąpił do Wojska Polskiego.
Po wojnie, w marcu 1921 rozpoczął pracę na oddziale chirurgicznym Szpitala Św. Łazarza w Krakowie. W 3 lata później został asystentem w Klinice Ginekologiczno-Położniczej Uniwersytetu Jagiellońskiego. W 1934 został ordynatorem oddziału położniczego Szpitala Gabriela Narutowicza w Krakowie. Aktywny naukowo i zawodowo, dokształcał się w wielu europejskich klinikach i ośrodkach naukowych, czego owocem było ponad 60 publikacji z zakresu ginekologii i położnictwa,  endokrynologii, serologii, diagnostyki oraz społecznych aspektów medycyny. Wykazał obecność hormonów gonadopodobnych przedniego płata przysadki mózgowej w ślinie, mleku i płynie mózgowo-rdzeniowym ciężarnych kobiet. Jednym z jego najważniejszych dzieł jest podręcznik dla studentów i lekarzy Choroby kobiece (1953).
Po wybuchu II wojny we wrześniu 1939 został zmobilizowany do wojska jako kapitan lekarz i wraz z Kompanią Sanitarną Nr 5 praszedł wędrówkę z Krakowa przez Brody do Sosna, gdzie wraz z oddziałem został rozbrojony przez wojska rosyjskie 21 września. Do Krakowa powrócił dopiero 5 listopada i już na drugi dzień został aresztowany wraz z profesorami UJ i AGH w ramach Sonderaktion Krakau. Po kilkutygodniowym pobycie w więzieniu we Wrocławiu trafił do obozu koncentracyjnego Sachsenhausen, zwolniony w lutym 1940 wrócił do Krakowa i po kilku miesiącach choroby zajął się ponownie praktyką lekarską. Od września 1940, aż do kwietnia 1945  pracował jako specjalista ginekolog w Ubezpieczalni Społecznej.
Po wojnie powrócił na stanowisko ordynatora oddziału ginekologiczno–położniczego w Szpitalu im. Narutowicza w Krakowie. Rozpoczął także wykłady na Uniwersytecie Jagiellońskim, gdzie został mianowany profesorem nadzwyczajnym w 1953. Dwa lata później w 1955 przeprowadził się do Bytomia ponieważ mianowano go profesorem i kierownikiem Katedry i Kliniki Położnictwa i Ginekologii Śląskiej Akademii Medycznej im. Ludwika Waryńskiego w Katowicach. W 1962 przeszedł na emeryturę.
Pochowany w grobowcu rodzinnym na cmentarzu Rakowickim (kwatera LXII wsch.).

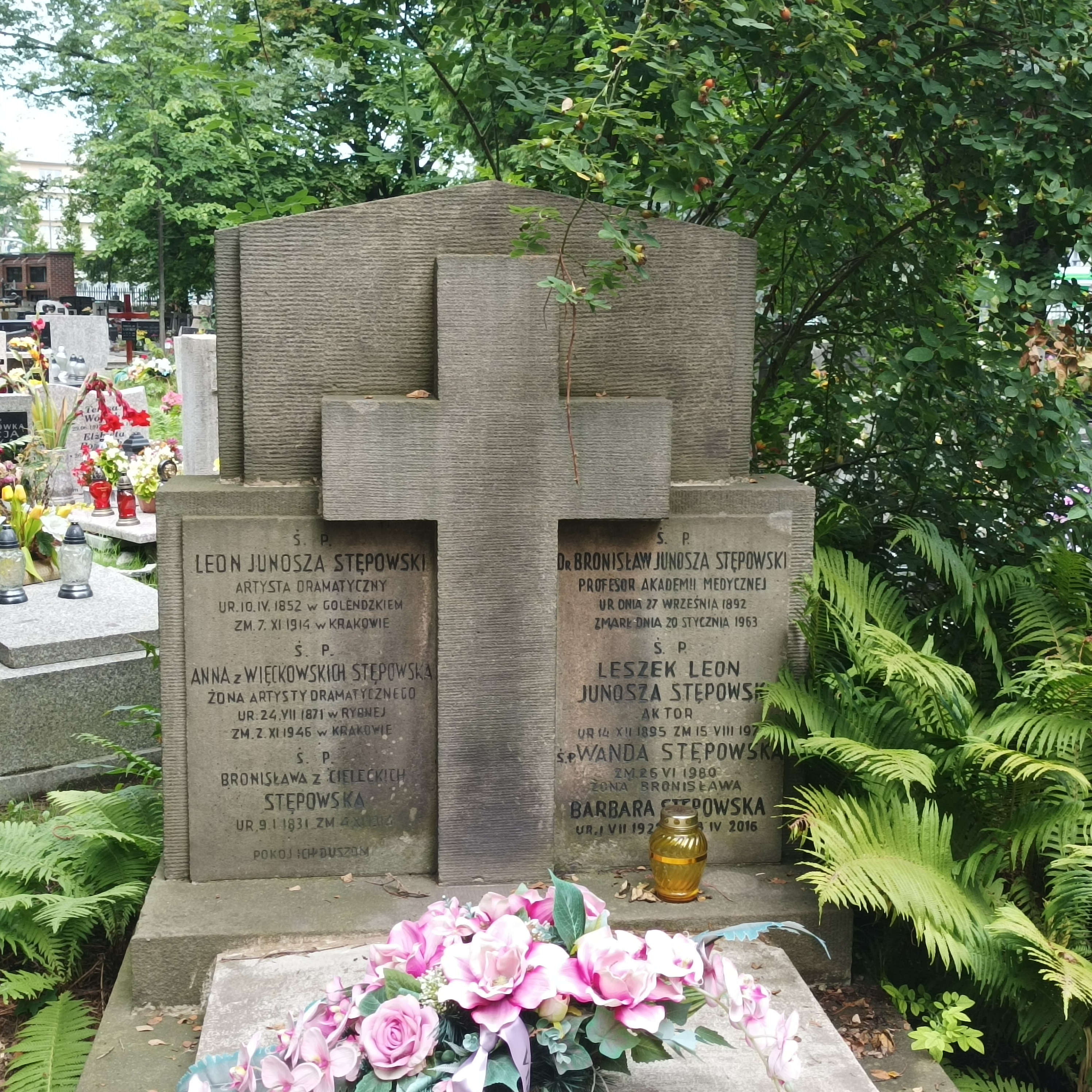
Grób prof. Bronisława Stępowskiego na cmentarzu Rakowickim

## Życie prywatne
Był dwukrotnie żonaty, po raz pierwszy około 1920 z Aleksandrą Salomeą z Binzerów Mitrinowicz-Modrzejewską (1898-1975), lekarzem audiologii-foniatrii, z którą miał syna Jerzego; a następnie w 1936 z Wandą z Derychów.

## Odznaczenia
Odznaczony trzykrotnie Krzyżem Walecznych, a także Złotym Krzyżem Zasługi, Krzyżem Niepodległości i Medalem Dziesięciolecia Odzyskania Niepodległości.

## Dorobek literacki
W okresie międzywojennym zajmował się także działalnością literacką. Przetłumaczył kilkanaście powieści, m.in. Arthura Conan-Doyle’a, Henry’ego Rider Haggarda i Herberta George’a Wellsa.